# Hewitt-Lindstrom Motor Company
Hewitt-Lindstrom Motor Company war ein US-amerikanischer Hersteller von Kraftfahrzeugen.

## Unternehmensgeschichte
Das Unternehmen wurde 1900 in Chicago in Illinois gegründet. John Hewitt war Präsident und Schatzmeister. Charles A. Lindstrom, der aus Schweden stammte, wird als das „mechanische Genie des Unternehmens“ bezeichnet. Sie begannen im Juli 1900 mit der Produktion von Personenkraftwagen, Omnibussen und Nutzfahrzeugen. Der Markenname lautete Hewitt-Lindstrom. Geplant war auch der Verkauf von Lizenzen an andere Hersteller. Im Dezember 1901 verließ Lindstrom das Unternehmen, um die Niagara Motor Vehicle Company zu gründen. Im März 1902 wurden noch Fahrzeuge auf der Chicago Automobile Show präsentiert. Wenig später endete die Produktion.

## Fahrzeuge
Im Angebot standen ausschließlich Elektroautos.
Ein zweisitziger Stanhope bot 26 km/h Höchstgeschwindigkeit und 65 km Reichweite. Er wog 726 kg.
Ein Viersitzer hatte eine Reichweite von 64 km und ein Leergewicht von etwa 1134 kg.
Daneben gab es einen leichten Lieferwagen.
Ein Omnibus hatte 20 Sitzplätzen. Zwei selbst hergestellte Elektromotoren mit jeweils 4,5 PS Leistung trieben das Fahrzeug an. Die Reichweite war mit über 60 km angegeben.